# In memoriam (Emmanuel)
Pour les articles homonymes, voir In memoriam.
In Memoriam, op.12, est un « poème pour chant, violon, violoncelle et piano » composé par Maurice Emmanuel en 1908, sur un texte de Robert Vallery-Radot. 
Profondément marquée par le souvenir de la perte de sa mère pour le compositeur, cette « cantate de chambre » est, selon Harry Halbreich, « un authentique chef-d'œuvre, et de la plus bouleversante force d'émotion. Et pourtant il demeure inconnu » alors qu'il annonce directement les partitions d'Olivier Messiaen.

## Composition

### Contexte
Maurice Emmanuel entreprend la composition d'In Memoriam en 1908, sur un texte de Robert Vallery-Radot présentant un dialogue entre un fils et sa mère qui vient de mourir. Le compositeur, « qui avait perdu sa propre mère en 1902, au terme d'une longue et torturante agonie prolongée par une erreur médicale, a dédié son œuvre Dilectae matri D.D ». Plutôt qu'un simple poème ou une « cantate de chambre », Christophe Corbier y voit un véritable « tombeau en quatre parties, en l'honneur de sa chère mère ».

### Création
La première audition d'In Memoriam a lieu le 29 mars 1925, dans un concert privé chez Raoul et Marguerite d'Harcourt, avec Claire Croiza,. L'œuvre était publiée depuis 1909 aux éditions Durand. Dans le disque consacré à l'ensemble des mélodies avec piano et ensemble de musique de chambre de Maurice Emmanuel, réalisé pour le label Timpani en 1995, Harry Halbreich s'indigne de ce qu'« il n'est même pas certain qu'il y ait eu à ce jour une exécution en public. Il est vrai que l'œuvre est d'un caractère extrêmement intime et subjectif ». 

## Analyse

### Structure
L'œuvre est composée de quatre parties, dont le programme est clairement affirmé : « 1. Le fils assiste à l'agonie de sa mère (baryton, violoncelle, piano) 2. Intermède évoquant la mort de la mère (violoncelle et piano) 3. Le fils contemple la défunte (baryton et piano) 4. L'âme de la mère s'adresse à son fils en l'exhortant à la patience et à l'amour (soprano, violon, violoncelle et piano) ».
Les deux premiers mouvements sont enchaînés :
1. Grave ( = 50) à 
 — « La voix du fils »
2. « Sempre  = 50 » à 
 au violoncelle et 
 au piano
3. Adagio puis Andante molto sostenuto ( = 46) à 
 — « La voix du fils », avec une section centrale Lento, quasi planus cantus senza battuta
4. Sostenuto ( = 116) à 
 puis Più animato  ( = 60) à 
 — « La voix de la mère »

### Style
Dans ce poème, « l'atmosphère générale est très recueillie, les tempi sont lents, l'accompagnement pianistique reste discret et méditatif. L'ensemble paraît comme figé dans une douce tristesse ». Avec ce « récitatif sobre qui s'inscrit dans la lignée de Pelléas » et la « prière non mesurée à la manière du plain-chant, écho de son amour pour le chant grégorien, In Memoriam est sans conteste l'une des plus belles inspirations du compositeur ».

### Postérité
Selon Harry Halbreich, In Memoriam est « un authentique chef-d'œuvre, et de la plus bouleversante force d'émotion. Et pourtant il demeure inconnu ». Le musicologue propose pourtant des rapprochements avec la Berceuse élégiaque de Ferruccio Busoni et surtout avec les premières partitions d'Olivier Messiaen, élève de Maurice Emmanuel au conservatoire : des œuvres telles que La Mort du Nombre pour soprano, ténor, violon et piano, « rappellent de manière extraordinaire l'œuvre d'Emmanuel, dont il est presque impensable que Messiaen ne l'ait pas connu ».

## Discographie
- Maurice Emmanuel : les mélodies — interprétées par Florence Katz (mezzo-soprano) et Marie-Catherine Girod (piano) — Timpani 1C1030, 1995  (premier enregistrement mondial)

### Ouvrages généraux
- Marie-Claire Beltrando-Patier, Brigitte François-Sappey et Gilles Cantagrel (dirs.), Guide de la mélodie et du lied, Paris, Fayard, coll. « Les Indispensables de la musique », 1994, 916 p. (ISBN 2-213-59210-1, OCLC 417117290, BNF 35723610), « Maurice Emmanuel », p. 206–208

### Monographies
- Christophe Corbier, Maurice Emmanuel, Paris, Bleu nuit éditeur, 2007, 176 p. (ISBN 978-2-913575-79-0 et 2-913575-79-X).
- Sylvie Douche (dir.), Maurice Emmanuel, compositeur français, Université de Paris-Sorbonne (Paris IV), Prague, Bärenreiter, 2007, 288 p. (ISBN 978-80-86385-34-1 et 80-86385-34-5, OCLC 312635540).